# Сливовый сок
Сливовый сок — натуральный или подслащённый непрозрачный сок из плодов сливы. Выпускается с мякотью и без мякоти. Из сливового сока также выпускают сливовый сироп, который используется в производстве напитков и кондитерских изделий.
Для приготовления сливового сока подходят такие сорта, как венгерка, изюм-эрик, Анна Шпет и Ниагара. Для лучшего и более полного отделения сока мезгу, полученную путём дробления плодов, нагревают с небольшим количеством воды до 80—85 °C, либо до 40—45 °C и обрабатывают специальными плесневыми грибами, либо подвергают воздействию электрического тока в электроплазмолизаторе. После прессования мезги полученный сок фильтруют, разливают в тару и стерилизуют. Выход сока без мякоти составляет 58 % к весу сырья, с мякотью — 72 %.